# Jost Gippert
 Jost Gippert  (né le 12 mars 1956 à Winz-Niederwenigern, aujourd'hui un quartier de Hattingen) est un linguiste allemand, spécialiste des langues du Caucase, auteur et professeur de linguistique comparée à l’Institut de linguistique empirique de l'Université de Goethe à Francfort.

## Parcours professionnel

Bernard Outtier, Jost Gippert, Winfried Boeder

Jost Gippert passe son baccalauréat en 1972 au lycée Leibniz, à Essen en Allemagne. Il étudie ensuite la linguistique comparée de 1972 à 1977 à l’université de Marburg ainsi qu’à l’université Libre de Berlin où il reçoit son doctorat pour son travail sur la syntaxe des formations infinitives dans les langues indo-européennes (1977). Entre 1977 et 1990, il est chercheur et lecteur dans les universités de Berlin, Vienne et Salzbourg. Il obtient son habilitation en 1991 avec une dissertation sur les emprunts iraniens en arménien et géorgien. Il est alors assistant chercheur pour le projet de linguistique computationnelle orientale.
Depuis 1994, il enseigne la linguistique comparée à l’université de Goethe à Francfort. Il est membre de l’Académie des Sciences de Gelati (Géorgie) depuis 1996 et du département des langues de l’académie des sciences et des humanités de Berlin-Bradenburg depuis 2007.
Jost Gippert est professeur honoraire de plusieurs universités géorgiennes : Sulkhan Saba Orbeliani (Tbilissi) depuis 1997, Ivane Javakhishvili (Tbilissi) depuis 2009 et Shota Rustaveli (Batoumi) depuis 2013.
La plus grande partie des recherches de Jost Gippert concerne la typologie linguistique, les langues indo-européennes, leur histoire et leur étymologie, ainsi que l’étude des langues du Caucase. Plusieurs projets de recherche internationaux sur ces langues furent d’ailleurs menés sous sa direction. Il a également développé une expertise en analyse électronique des manuscrits ainsi qu’en documentation multimédia des langues.

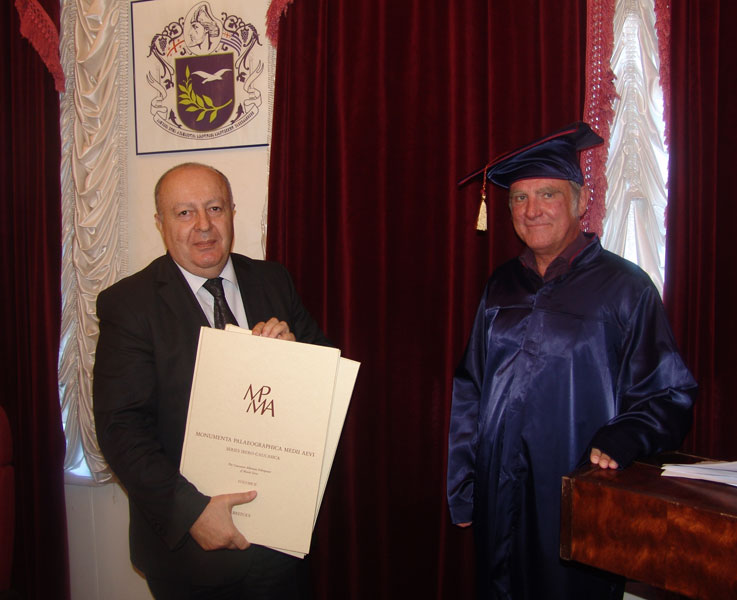
Jost Gippert, Université de Batoumi, 2013

## Digital Humanities

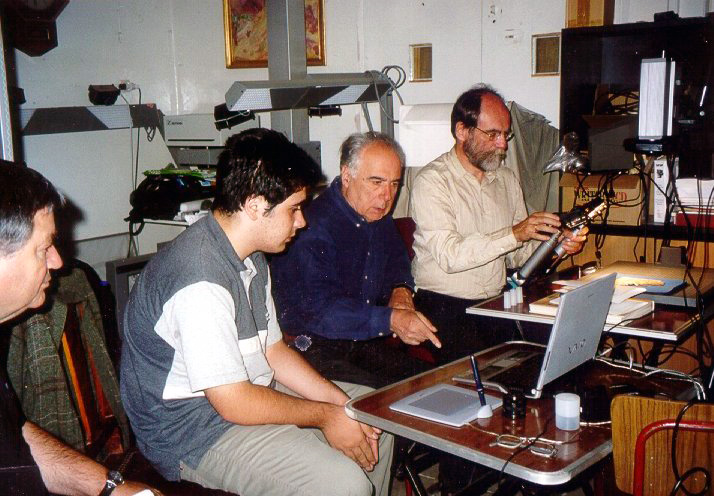
Palimpsest research on Mount Sinai

### TITUS, ARMAZI, GNC et LOEWE
Jost Gippert est le fondateur et le responsable du projet TITUS (Thesaurus de textes et discours indo-germaniques), commencé en 1987, dont le but est de rendre accessible des matériaux textuels ayant trait aux langues indoeuropéennes et autres langues proches. En 1999,  il commence le projet ARMAZI (Langues et cultures caucasiennes : documentation électronique) qui vise à collecter des matériaux relatifs aux langues caucasiennes. Ce projet aboutit au Corpus national géorgien (GNC). Depuis 2010, Jost Gippert dirige le centre des Humanités numériques de la Hesse : « Integrated processing and analysis of text based corpora » au sein de l’unité  de l’Initiative fédérale pour le développement de l’excellence économique et scientifique (projet LOEWE). Il s’agit d’un centre collaboratif entre l’université de Goethe à Francfort et l’université technique de Darmstadt, avec le soutien du musée de Goethe à Francfort.

### Analyse électronique des manuscrits
Dans les années 1990, Jost Gippert s’intéresse aux manuscrits orientaux et travaille sur des projets visant à les rendre accessible sous forme numérique. Il travaille en particulier sur les manuscrits tocharian de la collection Turfan à Berlin et établit l’édition des manuscrits caucasiens albanais trouvés sur le mont Sinai. Plus récemment, il participe au groupe de recherche sur les cultures du manuscrit de l’université de Hambourg où il est invité  à séjourner en 2009 et 2013. Lors de ce dernier séjour, il participe à l’encyclopédie des cultures du manuscrit et au manuel d’études comparatives des manuscrits orientaux.

## Activités

### Projets les plus significatifs
- 1995-1998 (DFG): Avesta and Rigveda : Electronic Analysis
- 1995-1999 (INTAS): The Georgian verbal system
- 1999-2002 (Fondation Volkswagen : 117 900 euros) : Caucasian Languages and Cultures : Electronic Documentation
- Depuis 2000 (DFG): Graduate School « Types of Clauses: Variation and Interpretation »
- 2002-2006 (Fondation Volkswagen : 167 800 euros) : Endangered Caucasian Languages in Georgia
- 2003-2007 (Fondation Volkswagen): Palimpsest Manuscripts of Caucasian Provenience
- 2005-2009 (INTAS): Georgian Gospels
- 2005-2007 (Fondation Volkswagen, 189 000 euros): The Linguistic Situation in modern-day Georgia[5]
- 2008-2014 (DFG, 240 000 euros): Old German Reference Corpus
- Depuis 2008 (BMBF) : German Language Ressource Infrastructure
- 2009 (Fondation Volkswagen, 400 000 euros): Aché Documentation Project
- Depuis 2009 (DFG/National Endowment for the Humanities NEH, 96 000 euros): RELISH (Rendering Endangered Languages Lexicons Interoperable through Standards Harmonization)
- Depuis 2009 (Fondation Volkswagen): Georgian Palimpsest Manuscripts
- 2010 (Google Inc., 49 600 US Dollars): Corpus Caucasicum
- Depuis 2011 (Hessian Ministry for Science and the Arts HMWK, 3 792 000 euros): LOEWE, Research Unit “Digitial Humanities – Integrated Processing and Analysis of Text-based Corpora”
- Depuis 2011 (Fondation Volkswagen, 299 600 euros): Khinalug Documentation Project
- Depuis 2011 (DFG) : Relative Clauses in a Typological View
- Depuis 2012 (Fondation Volkswagen , 390 400 euros): Georgian National Corpus

## Sélection de publications
- 1977: The syntax of infinitival formations in the Indo-European languages. (Europäische Hochschulschriften, 21/3), 360 pp.; Frankfurt, Bern, Las Vegas: Lang 1978. Dissertation
- 1990: Iranica Armeno-Iberica. A study of Iranian loan words in Armenian and Georgian, 451 + 389 pp.; Vienna: Austrian Academy of Sciences 1993. Inaugural dissertation.
- 2007: Gippert, Jost / Sarjveladze, Zurab / Kajaia, Lamara: The Old Georgian Palimpsest Codex Vindobonensis georgicus 2, edited by Jost Gippert in co-operation with Zurab Sarjveladze and Lamara Kajaia, 368 pp.; Turnhout: Brepols 2007.
- 2008: Gippert, Jost / Schulze, Wolfgang / Aleksidze, Zaza / Mahé, Jean-Pierre: The Caucasian Albanian Palimpsests of Mount Sinai, 2 vols., XXIV + 530 pp.; Turnhout: Brepols 2009.
- 2010: Gippert, Jost / Schulze, Wolfgang / Aleksidze, Zaza / Mahé, Jean-Pierre: The Caucasian Albanian Palimpsests of Mount Sinai. Vol. III: The Armenian Layer, edited by Jost Gippert., 220 pp.; Turnhout: Brepols 2010.